# 한형구
한형구(韓亨九, 1959년 ~ , 필명은 한기)는 대한민국의 문학 평론가이자 교수이다. 

## 개요
전라북도 정읍시에서 출생하였으며, 서울대학교 국어국문학과와 같은 과 대학원을 졸업하였다. 1988년 서울신문 신춘문예 평론 부문에 ｢식민지 시대의 소설적 모험 - 복거일론｣으로 등단하였다. 저서로는 『전환기의 사회와 문학』 『합리주의의 문턱에서』 『한국 근대문학의 탐구』 『구텐베르크 수사들』 등이 있다. 2006년 [17회] <팔봉문학상>을 『구텐베르크 수사들』로 수상하였다. 현재 서울시립대학교 국어국문학과에서 재직 중이다. 연구분야는 현대비평이다.